# Changement de cap (téléfilm, 2014)
Pour les articles homonymes, voir Changement de Cap (homonymie).

Changement de Cap est un téléfilm de Nicolas Herdt pour France 3, diffusé pour la première fois le 10 février 2015.

## Synopsis
Alexandre Legrand anime un stage de récupération de points de permis de conduire.
Il vient de prendre sa retraite de l'armée de terre à 48 ans après 24 ans de service. Son retour à la vie civile n’est pas aussi palpitant que ces dernières années en Afghanistan… D’autant plus que sa femme Rosine et son fils Hector ne l’ont pas attendu pour organiser leur quotidien.
À l’occasion d’une réunion parents professeurs, Alex constate que l’absence prolongée du professeur d’histoire de son fils menace la réussite de son brevet. À la surprise de tous, il propose de le remplacer.

## Fiche Technique
- Réalisation : Nicolas Herdt
- Scénarios : Fabienne Lesieur, Delphine Labouret, Didier Le Pêcheur
- Pays :  France
- Durée : 85 minutes

## Distribution
- Xavier Deluc : Alexandre Legrand
- Astrid Veillon : Rosine Legrand
- Hugo Leverdez : Hector Legrand
- Michèle Moretti : Madeleine Legrand
- Mikaël Mittelstadt : Nacer
- Théo Fernandez : Théo
- Lou Ladegaillerie : Tara
- Sandra Dorset : Jeanne Minard
- Raphaël Mezrahi : Villebon
- Christelle Reboul: la proviseur
- Jean-Christophe Bouvet : l'inspecteur d'académie

## Tournage
Le téléfilm a été tourné du 8 juillet au 6 août 2014 à Angoulême, à Châteauneuf-sur-Charente, à Puymoyen et à Magnac-sur-Touvre.  Le tournage des scènes se passant dans un collège a été effectué au Lycée Guez-de-Balzac. Les figurants ont été choisis parmi un millier adolescents de la région qui ont tenté le casting,.

## Audience
Lors de sa diffusion sur France 3, le 10 février 2015, le téléfilm a rassemblé 3,36 millions de téléspectateurs, en France, soit 13,1 % de part d'audience.  